# Arnold Viiding
Arnold Viiding (* 19. März 1911 in Valga; † 20. Oktober 2006 in Sydney) war ein estnischer Leichtathlet. Er wurde 1934 der erste Europameister im Kugelstoßen. Bei einer Körpergröße von 1,87 m hatte er ein Wettkampfgewicht von 94 kg.
Vom 7. bis zum 9. September 1934 wurde in Turin die ersten Leichtathletik-Europameisterschaften ausgetragen. Am Schlusstag traten 13 Kugelstoßer zur Entscheidung an, darunter der spätere Olympiasieger Hans Woellke, der aber nur Achter wurde. Der Weltrekord des US-Amerikaners Jack Torrance stand bei 17,40 Meter, der Europarekord des Tschechen František Douda bei 16,20 Meter. In Turin entwickelte sich ein sehr knappes und spannendes Finale in dem letztlich die ersten drei Athleten einen Zentimeter auseinander lagen. Douda wurde mit 15,18 Meter Dritter, Arnold Viiding gewann mit 15,19 Meter vor dem gleichauf liegenden Finnen Risto Kuntsi. Viiding hatte bereits einen Tag vor seinem Sieg mit 45,51 Meter den fünften Platz im Diskuswurf belegt.
Von 1931 bis 1936 war Viiding sechsmal estnischer Meister im Kugelstoßen, dreimal gewann er zusätzlich den Titel im Diskuswurf. Bei den Olympischen Spielen 1936 in Berlin wurde er mit 15,23 Meter Achter. 1936 stellte Viiding mit 16,065 Meter auch seine Bestleistung auf. Diese Leistung wurde als estnischer Rekord 1938 von Aleksander Kreek übertroffen.
1932 trat Viiding in die estnische Polizei ein, 1940 absolvierte er ein Studium der Rechtswissenschaften an der Universität Tartu. Während der Zeit der deutschen Besatzung war er ab Oktober 1943 Kommandeur der Polizeischule der Sicherheitspolizei in Reval im Range eines SS-Obersturmführers. Sein Stellvertreter war SS-Untersturmführer Riho Sammalkivi. ab 1943 war sein Vorgesetzter der Kommandeur der Sicherheitspolizei und des SD von Litauen SS-Obersturmführer Bernhard Baatz. Mit dem Vorrücken der Roten Armee 1944 flüchtete Viiding zunächst nach Deutschland, 1949 nach Australien. Dort betrieb er von 1953 bis 1979 eine kunststoffverarbeitende Fabrik.